# Edda (imię)
Edda – włoska forma norweskiego lub szwedzkiego Hedda, co stanowi zdrobnienie od imienia Hedwig, czyli germańskiej formy imienia Jadwiga. Edda jest przede wszystkim jednak znana jako część nazwy Eddy poetyckiej, najstarszego zabytku piśmiennictwa islandzkiego.
Edda imieniny obchodzi 16 września.
Znane osoby noszące imię Edda:
- Edda Ciano – córka Benito Mussoliniego
- Þórey Edda Elísdóttir – islandzka lekkoatletka, tyczkarka
- Edda Göring – córka Hermanna Göringa